# Liste der Kulturdenkmale in Weiswampach
In der Liste der Kulturdenkmale in Weiswampach sind alle Kulturdenkmale der luxemburgischen Gemeinde Weiswampach aufgeführt (Stand: 15. Juli 2025).

## Kulturdenkmale nach Ortsteil

### Binsfeld
| Bild    | Bezeichnung | Lage                             | Beschreibung | Stufe | Eingetragen seit                               |
| ------- | ----------- | -------------------------------- | ------------ | ----- | ---------------------------------------------- |
|         | Gebäude     | 2, Om Pääsch (Karte)             |              | PCN   | 15. November 2023                              |
| Gebäude | Gebäude     | Häuser Nr. 42, 45 und 47 (Karte) |              | IS    | 25. Juni 1987, 4. Januar 1989 und 7. Juli 1989 |

### Holler
| Bild                                                             | Bezeichnung                                                      | Lage                               | Beschreibung | Stufe | Eingetragen seit   |
| ---------------------------------------------------------------- | ---------------------------------------------------------------- | ---------------------------------- | ------------ | ----- | ------------------ |
| Weitere Bilder                                                   | Kirche mit Ausstattung und Friedhof                              | Kierchstooss/Hannert Kirch (Karte) |              | PCN   | 23. März 2012      |
| ehemalige Schule mit Hof und Baum, Wegkreuz und Umgrenzungsmauer | ehemalige Schule mit Hof und Baum, Wegkreuz und Umgrenzungsmauer | 1, Duarrefstrooss (Karte)          |              | PCN   | 16. September 2020 |
| Pfarrhaus                                                        | Pfarrhaus                                                        | 1, Hannert Kirich (Karte)          |              | PCN   | 16. September 2020 |

### Weiswampach
| Bild                 | Bezeichnung          | Lage                    | Beschreibung | Stufe | Eingetragen seit  |
| -------------------- | -------------------- | ----------------------- | ------------ | ----- | ----------------- |
| ehemaliger Bauernhof | ehemaliger Bauernhof | 6, Hannelaanst (Karte)  |              | PCN   | 10. Dezember 2021 |
|                      | Gebäude              | 10, Kiricheneck (Karte) |              | PCN   | 19. Februar 2025  |

Legende: PCN – Immeubles et objets bénéficiant des effets de classement comme patrimoine culturel national; IS – Immeubles et objets inscrits à l’inventaire supplémentaire

## Quelle
- Liste des immeubles et objets beneficiant d’une protection nationales, Nationales Institut für das gebaute Erbe, Fassung vom 12. September 2022, S. 135 (PDF)

- Karte mit allen Koordinaten:
- OSM |
- WikiMap

Bad Mondorf |
Bartringen |
Bauschleiden |
Bech |
Beckerich |
Befort |
Berdorf |
Bettemburg |
Bettendorf |
Betzdorf |
Bissen |
Biwer |
Burscheid |
Bous-Waldbredimus |
Clerf |
Colmar-Berg |
Consdorf |
Contern |
Dalheim |
Diekirch |
Differdingen |
Dippach |
Düdelingen |
Echternach |
Ell |
Ernztalgemeinde |
Erpeldingen an der Sauer |
Esch an der Alzette |
Esch an der Sauer |
Ettelbrück |
Fels |
Feulen |
Fischbach |
Flaxweiler |
Frisingen |
Garnich |
Goesdorf |
Grevenmacher |
Grosbous-Wahl |
Habscht |
Heffingen |
Helperknapp |
Hesperingen |
Junglinster |
Käerjeng |
Kayl |
Kehlen |
Kiischpelt |
Koerich |
Kopstal |
Lenningen |
Leudelingen |
Lintgen |
Lorentzweiler |
Luxemburg |
Mamer |
Manternach |
Mersch |
Mertert |
Mertzig |
Monnerich |
Niederanven |
Nommern |
Parc Hosingen |
Petingen |
Préizerdaul |
Pütscheid |
Rambruch |
Reckingen/Mess |
Redingen/Attert |
Reisdorf |
Remich |
Roeser |
Rosport-Mompach |
Rümelingen |
Saeul |
Sandweiler |
Sassenheim |
Schengen |
Schieren |
Schifflingen |
Schüttringen |
Stadtbredimus |
Stauseegemeinde |
Steinfort |
Steinsel |
Strassen |
Tandel |
Ulflingen |
Useldingen |
Vianden |
Vichten |
Waldbillig |
Walferdingen |
Weiler zum Turm |
Weiswampach |
Wiltz |
Winseler |
Wintger |
Wormeldingen